# Ammodytoides renniei
Ammodytoides renniei és una espècie de peix de la família dels ammodítids i de l'ordre dels perciformes.

## Morfologia
Els mascles poden assolir els 7,3 cm de longitud total.

## Distribució geogràfica
Es troba a Sud-àfrica, a les Seychelles i al Pacífic occidental central.